# Таджикская диаспора
Таджикская диаспора — уроженцы Таджикистана, Афганистана и Узбекистана (этнические таджики), а также их потомки, проживающие за пределами этих государств. Как таковой единой диаспоры нет. Таджикские общины сложились в России, Германии, США, Швеции, Бельгии и в других странах в результате миграции.
Этнические таджики, традиционно проживающие на территории Узбекистана и Афганистана, не являются представителями диаспоры. Для них Узбекистан и Афганистан — страны происхождения, где таджики живут на протяжении многих веков. При этом афганские таджики и узбекские таджики формируют свои диаспоры в принимающих странах.
Общая численность зарубежных диаспор превышает 1 млн человек.
Таджикская диаспора преимущественно придерживается ислама суннитского толка.

## Таджикская диаспора России
После распада СССР возник миграционный приток уроженцев Таджикистана в Россию. Причиной послужили гражданский конфликт в Таджикистане и последовавший экономический спад. 

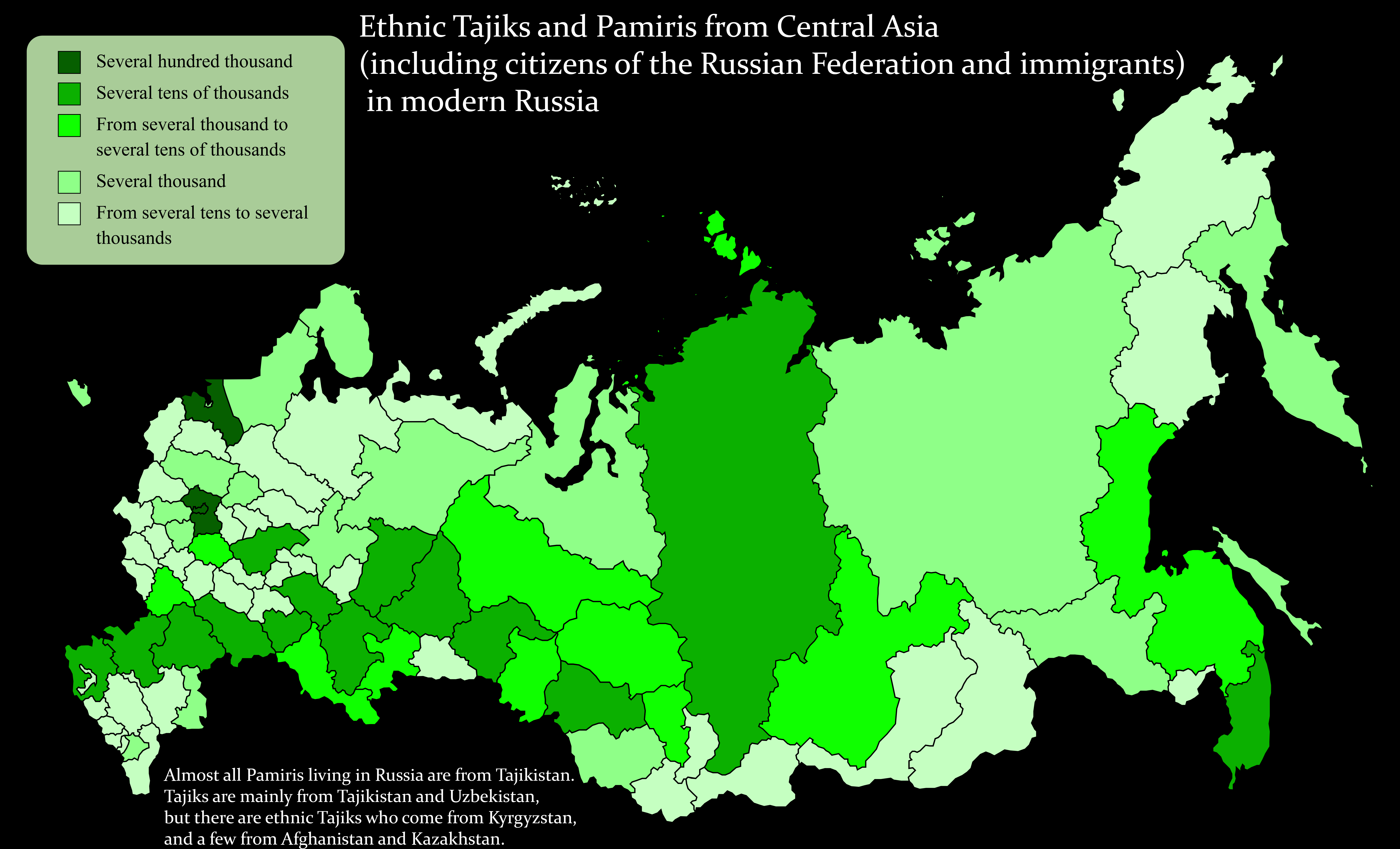
Этнические таджики и памирцы в современной Российской Федерации. Таджикская и памирская диаспора в России.

По данным В.И. Мукомеля, около 80% мигрантов говорят о том, что главная их цель — заработать денег. Помимо этого, таджикистанцы, приезжающие в Россию, также преследуют такие мотивы, как: получить гражданство России, получить образование или профессию, создать семью и др. Граждане Таджикистана часто приезжают в Россию на длительные сроки. В 2016 году до 40% опрошенных мигрантов признавались, что не покидали Россию более года (на момент проведения опроса), а 38% таджикистанцев хотели бы остаться в России навсегда.
В 2020 году гражданство РФ получили 63 тыс. теперь уже бывших граждан Таджикистана (ок. 10% от общего числа новых граждан). В 2021 году обладателями российских паспортов стали 103,7 тыс. таджикистанцев, в 2022 году — 173,6 тыс. человек.
По данным Всероссийской переписи населения 2020-2021, в России проживало 350 тыс. таджиков, а о владении таджикским языком заявили 216,45 тыс. человек. Отчётность МВД сообщает, что в 2021 году граждане Таджикистана вставали на миграционный учет более 2 млн раз, из которых ок. 1,6 млн составили трудовые мигранты. В целом можно предположить, что на территории России одномоментно проживают не менее 1 млн человек, имеющих таджикское происхождение. Верхняя планка остаётся дискуссионной, по некоторым оценкам численность этнических таджиков в России (граждан РФ и граждан других государств) может достигать 3 млн.
Кроме того, по состоянию на май 2022 года 101,7 тыс. таджикистанцев имели российский вид на жительство, ещё 47,9 тыс. имели разрешение на временное пребывание.
Таджикские культурные автономии действуют в следующих регионах России:
- Москва[6];
- Татарстан[7][8] (12,5 тыс. таджиков; 7-й этнос по численности в республике);
- ХМАО (г. Нефтеюганск[9]);
- Новосибирская область (г. Новосибирск[10]);
- Воронежская область[6];
- Тюменская область[6];
- Вологодская область (г. Вологда);
- Пензенская область (г. Пенза[11]);
- Оренбургская область (г. Орск);
- Калининградская область[12].

Прекратили свою деятельность в:
- Иркутская область[13];

### Численность в РФ
| Численность таджиков в РСФСР/РФ по переписям населения, чел. | Численность таджиков в РСФСР/РФ по переписям населения, чел. | Численность таджиков в РСФСР/РФ по переписям населения, чел. | Численность таджиков в РСФСР/РФ по переписям населения, чел. | Численность таджиков в РСФСР/РФ по переписям населения, чел. | Численность таджиков в РСФСР/РФ по переписям населения, чел. | Численность таджиков в РСФСР/РФ по переписям населения, чел. |
| 1959                                                         | 1970                                                         | 1979                                                         | 1989                                                         | 2002                                                         | 2010                                                         | 2021                                                         |
| ------------------------------------------------------------ | ------------------------------------------------------------ | ------------------------------------------------------------ | ------------------------------------------------------------ | ------------------------------------------------------------ | ------------------------------------------------------------ | ------------------------------------------------------------ |
| 7 027                                                        | 14 108                                                       | 17 863                                                       | 38 208                                                       | 120 136                                                      | 200 303                                                      | 350 236                                                      |

## Таджикская диаспора в Германии
По оценке Джошуа Проджект, в Германии проживает 25 тыс. таджиков. Эта цифра может быть значительно выше, поскольку Германия принимала беженцев из Афганистана, среди которых немало людей таджикского происхождения. Основные места компактного проживания — Берлин и Кёльн.
В мае 2022 года суд в Германии приговорил пятерых уроженцев Таджикистана за попытку создания ячейки ИГ (запрещена в РФ) в ФРГ и планирование теракта. Все они прибыли в Германию как беженцы. Ранее по аналогичному обвинению был осуждён ещё один выходец из Таджикистана.

## Таджикская диаспора в Швеции
На 2017 год, в Швеции находилось около 23 тыс. иммигрантов из Таджикистана. В 2013 году этот показатель доходил до 41 тыс. (максимальное значение за период 2000-2017 гг.).
В апреле 2017 года в Стокгольме был совершён теракт: наезд грузовика на толпу прохожих. Погибли 5 человек. Виновным был признан Рахмат Акилов, представитель таджикского меньшинства Узбекистана.

## Известные представители в мире
Рашид Рахимов (Россия) — футболист, тренер.
Бахтиёр Худойназаров (Россия/Германия) — кинорежиссёр.
Валерий Ахадов (Россия) — актёр, режиссёр.
Расул Бокиев (Россия) — дзюдоист.
Фаррух Амонатов (Россия) — международный гроссмейстер, шахматный тренер.
Наим Шарифи (Россия/Австрия) — футболист.
Рахматулло Фузайлов (Россия) — футболист.
Манижа (Россия/Франция) — певица.
Рустамходжа Рахимов (Германия) — боксёр.
Малика Каландарова (США) — танцовщица.
Рус Юсупов (США) — дизайнер, Интернет-предприниматель.
Рустам Шарипов (Украина/США) — гимнаст.